# 克萊什切萊
克萊什切萊是波蘭的城鎮，位於該國東部，毗鄰與白俄羅斯接壤的邊境，由波德拉謝省負責管轄，面積46.71平方公里，2006年人口1,432。第二次世界大戰期間，納粹德國佔領該鎮。
52°35′N 23°19′E / 52.583°N 23.317°E